# تو بی‌همتایی (ترانه سرگئی لازارف)
«تو بی همتایی» تک‌آهنگی از هنرمند اهل روسیه سرگئی لازارف است که در سال ۲۰۱۶ میلادی منتشر شد.
این ترانه نماینده روسیه در مسابقه آواز یوروویژن ۲۰۱۶ بود و در مرحله فینال رتبه سوم کسب کرد.